# Henri Arnaudeau
Henri Arnaudeau (Bordeaux, 23 aprile 1922 – Saint-Dizier, 23 ottobre 1987) è stato un calciatore francese, di ruolo attaccante.

## Carriera

### Nazionale
Ha collezionato sei presenze con la propria Nazionale.

## Palmarès

### Club

#### Competizioni nazionali
- Coppa di Francia: 1

Bordeaux: 1940-1941
- Ligue 2: 1

Bordeaux: 1947-1948

### Individuale
- Capocannoniere del campionato francese di seconda divisione: 1

1947-1948 (28 reti)